# Kaysersberg
Kaysersberg là một xã trong tỉnh Haut-Rhin, thuộc vùng Grand Est của nước Pháp, có dân số là 2720 người (thời điểm 2005). Xã nằm về phía tây-bắc của Colmar.

## Thông tin nhân khẩu
| 1962  | 1968  | 1975  | 1982  | 1990  | 1999  |
| ----- | ----- | ----- | ----- | ----- | ----- |
| 2.821 | 2.979 | 2.942 | 2.707 | 2.755 | 2.676 |

## Địa điểm tham quan
- Nhà thờ Sainte Croix
- Tòa thị chính (1604)
- Viện bảo tàng Albert Schweitzer
- Viện bảo tàng lịch sử địa phương (Musée local hist)

## Nhân vật nổi tiếng
- Matthäus Zell
- Albert Schweitzer, bác sĩ, nhà thần học